# Pentacentrus mjobergi
Pentacentrus mjobergi är en insektsart som beskrevs av Lucien Chopard 1930. Pentacentrus mjobergi ingår i släktet Pentacentrus och familjen syrsor. Inga underarter finns listade i Catalogue of Life.